# Aurelio Juri

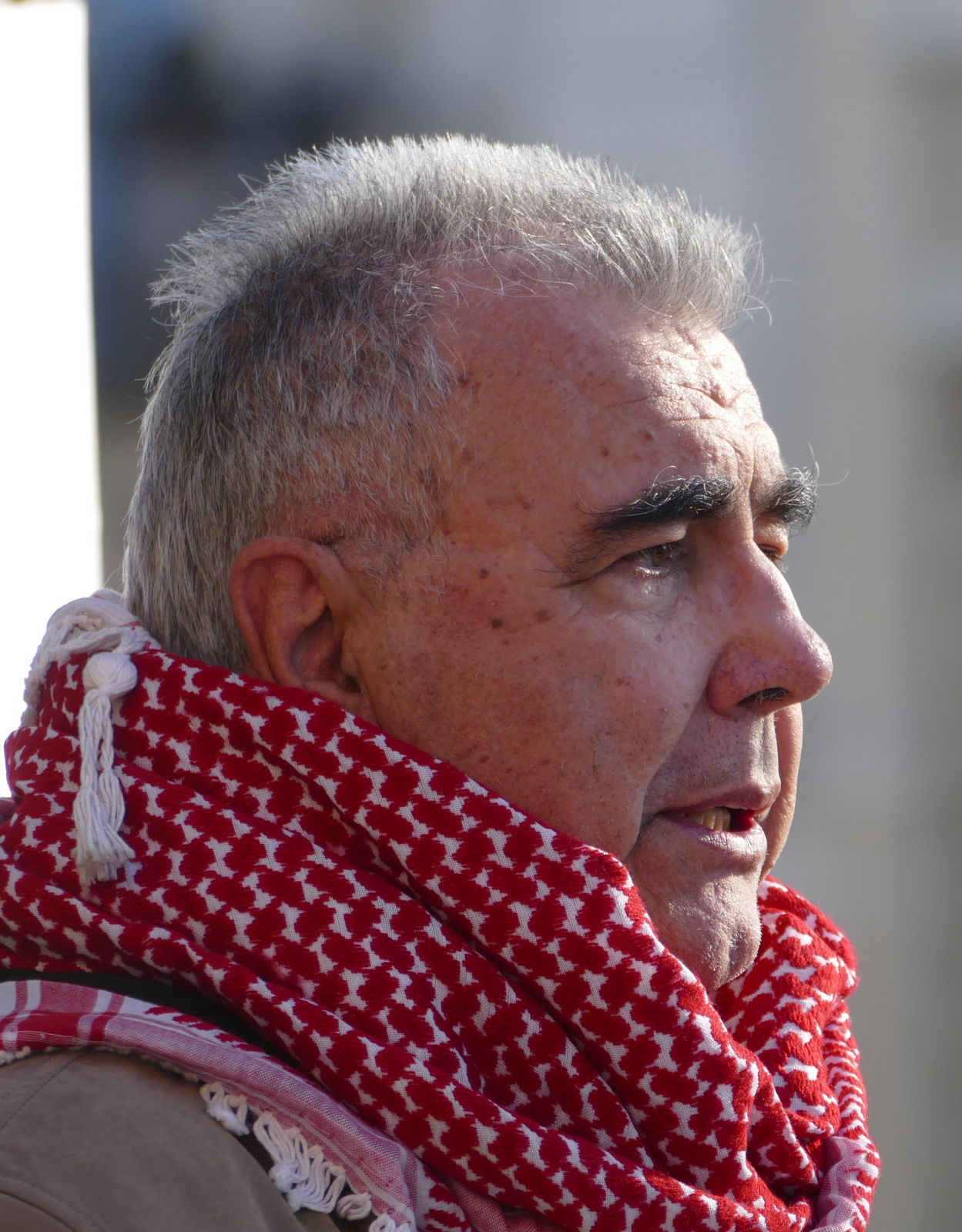
Aurelio Juri, 2024

Aurelio Juri (* 27. Juli 1949 in Pula, Jugoslawien, heute Kroatien) ist ein slowenischer Politiker.
Er lebt in Koper, wo er 1968 am italienischsprachigen Gymnasium das Abitur ablegte. 1972 bis 1990 arbeitete er als Journalist für das italienischsprachigen Hörfunk- und Fernsehprogramm in Koper.
1989/90 war er Mitglied des Zentralkomitees des slowenischen Landesverbandes des Bundes der Kommunisten Jugoslawiens. 1994 bis 1997 war er Bürgermeister von Koper. In den Jahren 1996 bis 2008 war er Abgeordneter im slowenischen Parlament.
Als Nachrücker für Borut Pahor war er ab dem 7. November 2008 bis zum Ende der Legislaturperiode (2009) Mitglied des Europäischen Parlaments. Als Vertreter der Socialni demokrati gehörte er der Fraktion der Sozialdemokratischen Partei Europas an. Er war Mitglied des Haushaltskontrollausschusses, des Ausschusses für konstitutionelle Fragen und der Delegation im Gemischten Parlamentarischen Ausschuss EU-Kroatien. Dem Ausschuss für auswärtige Angelegenheiten gehörte er als stellvertretendes Mitglied an.
Im Juni 2009 erklärte er seinen Parteiaustritt, den er mit der Haltung der Partei in den angespannten Beziehungen zum Nachbarland Kroatien begründete.

## Familie
Sein Bruder Franco Juri sowie sein Sohn Luka Juri sind Abgeordnete des slowenischen Parlaments.